# Геологія Лівії
Геологічна будова Лівії.
Лівія розташована в межах північної частини Африканської платформи.
Докембрійські кристалічні породи фундаменту виступають на півдні в масивах Тібесті і Ауенат. На північному заході, біля склепінчастого підняття Феццан оголюються слабкометаморфізовані породи докембрію і фанерозою, з якими пов'язані родововища залізних руд.
Фанерозойські породи чохла утворюють ряд прогинів типу синекліз.
На північ від масивів Тібесті і Ауенат розташовані синеклізи Куфра, Гадамес, виконані потужними товщами палеозою, на північний схід — велика синекліза Сирт, складена крейдовими і кайнозойськими відкладами (потужність до 5 км) і ускладнена розломами. З великими прогинами і синеклізами Лівії пов'язані родовища природного газу і нафти.
У межах Тріполітанської антеклізи, розташованої на північному заході, потужність чохла 2-4 км.